# Louie Galbines
Louie Patalinghug Galbines (ur. 18 listopada 1966 w Aliwanag) – filipiński duchowny rzymskokatolicki, biskup diecezji Kabankalan od 2018.

## Życiorys

### Młodość i prezbiterat
Ukończył studia filozoficzne i teologiczne na Uniwersytecie św. Tomasza w Manili. Uzyskał także tytuł doktora z dziedzin teologicznych na Papieskim Uniwersytecie św. Tomasza z Akwinu.
Święcenia kapłańskie przyjął 29 kwietnia 1994 i został inkardynowany do diecezji Bacolod. Pełnił funkcje m.in. kanclerza i sekretarza kurii diecezjalnej (1994-1996), skarbnika Konferencji Episkopatu Filipin (2001-2006), przewodniczącego diecezjalnej komisji ds. duchowieństwa (2007-2012), rektora seminarium w Bacolod (2012-2013) oraz wikariusza generalnego diecezji (2013-2018).

### Episkopat
12 marca 2018 został mianowany przez papieża Franciszka biskupem diecezji Kabankalan. Sakry udzielił mu 28 maja 2018 kardynał Gaudencio Rosales.